# 46-я стрелковая дивизия (1-го формирования)
46-я стрелковая дивизия — войсковое соединение Вооружённых Сил СССР, принимавшее участие в Великой Отечественной войне.

## История
46-я сд 1-го формирования сформирована в 1921 году на Украине, во время гражданской войны в России.
Дивизия 2-го формирования сформирована в 1923 году как «территориальная» в составе 136, 137, 138-го стрелковых полков в Киеве в 14-м стрелковом корпусе в Украинском военном округе (см. Киевский военный округ).
В 1930 дивизия имела в своём составе 136-й Приднепровский, 137-й Киевский, 138-й Переяславский сп.
В 1931 дивизия переведена на «кадровый» принцип организации и комплектования.
С 17.05.1935 в составе Киевского военного округа.
26.07.1938 дивизия вошла в состав Житомирской армейской группы Киевского особого военного округа.
Затем переведена в состав Забайкальского военного округа, дислоцировалась в Иркутске.
В апреле 1940 дивизия переведена на штат мирного времени, личного состава 6000 человек.
22.06.1941 дивизия входила в состав 32-го стрелкового корпуса 16-й армии Забайкальского военного округа, дислоцировалась в Иркутске.(8с)
Командир дивизии генерал-майор Филатов Александр Алексеевич.
В конце июня 1941 дивизия (176-й сп, 314-й сп, 340-й сп, 393-й лап, 198-й гап, 60-й оиптд, 60-й озад, 49-й рб, 40-й сапб, 66-й обс, 36-й медсанбат, 63-я орхз, 13-я атр, 144-й пхз, 158-я ппс, 286-я пкг) поехала на запад страны.
В действующей армии во время ВОВ с 14.07.1941.
С 20.07.1941 340-й сп действовал в составе 145-й сд 28-й армии на рославльском направлении, вместо него дивизия получила 29-й сп из 38-й сд.(8с)
В докладе М. Ф. Лукина Военному совету Западного фронта о состоянии войск 16-й армии на 5 августа говорилось:

В дивизиях оставались десятки людей без командиров, штабов нет, тылы собираются в районе Городок, Симоновка, Рогаткино, Поповка.
46, 129, 127, 158, 152 сд находятся в районе Колодези и Сельцо, Слизи, Милеево. 

Поскольку части переправились на разных переправах, поэтому идут в разных направлениях. 

Считаю, что дивизии в настоящее время вести бой, не собрав их и не скомпоновав, не смогут. 

Собираться же в указанных мной районах невозможно, так как противник хотя и мелкими группами, но заходит в указанные места. 

Прошу указать район и дать несколько дней для приведения в порядок частей армии…
07.08.1941 отошла для переформирования за реку Ужа.
Расформирована 19.09.1941.

## Состав
На 1923
- управление
- дивизионные части и подразделения
- 136-й сп,
- 137-й сп,
- 138-й сп.

На 1931
- управление в г. Киев
- 136-й сп в г. Киев
- 137-й сп в г. Киев
- 138-й сп в г. Переяслав
- 46-й артиллерийский полк в г. Киев
- 46-й конный эскадрон в г. Киев
- 46-я рота связи в г. Киев
- 46-я сапёрная рота в г. Киев.

На 22.06.1941
- 176-й стрелковый полк
- 314-й стрелковый полк
- 340-й стрелковый полк
- 393-й лёгкий артиллерийский полк
- 198-й гаубичный артиллерийский полк
- 60-й отдельный истребительно-противотанковый дивизион
- 49-й разведывательный батальон
- 40-й отдельный сапёрный батальон
- 66-й отдельный батальон связи
- 36-й медико-санитарный батальон
- 63-я отдельная рота химзащиты
- 13-я автотранспортная рота
- 144-я полевой хлебозавод
- 158-я полевая почтовая станция
- 286-я полевая касса Госбанка

## Подчинение
| Дата       | Фронт            | Армия      | Корпус                 |
| ---------- | ---------------- | ---------- | ---------------------- |
| 22.06.1941 | Резерв Ставки ГК | 16-я армия | 32-й стрелковый корпус |
| 01.07.1941 | Резерв Ставки ГК | 16-я армия | 32-й стрелковый корпус |
| 10.07.1941 | Резерв Ставки ГК | 16-я армия | 32-й стрелковый корпус |
| 01.08.1941 | Западный фронт   | 16-я армия | 32-й стрелковый корпус |

## Командование
Начальники, командиры дивизии:
- Ткачёв, Иван Фёдорович (09.1925 — 1930)
- Квятек, Казимир Францевич (Витковский Ян Карлович) (1930—1935)
- Головкин, Василий Григорьевич (5.02.1931 — август 1937), комдив с 26.11.1935
- Коломиец, Трофим Калинович, комбриг (сентябрь 1937 — ноябрь 1939)
- Буцко, Марк Михайлович, комбриг (с 1940 — генерал-майор) (1939 — март 1941)
- Филатов, Александр Алексеевич, генерал-майор (14.03.1941 — 27.08.1941)

Заместители командира дивизии, помощники командира дивизии
- Швыгин, Илья Иванович, комбриг (на 08.08.1937)

Начальники штаба дивизии: 
- Шукевич, Иван Людвигович (25.02.1920-30.03.1920)
- Козлов, Дмитрий Тимофеевич, хх.06.1928 - хх.11.1930
- Антонов, Алексей Иннокентьевич
- Ованов, Елизбар Леванович, полковник (попал в плен в июле 1941 г.)

Заместители командира дивизии по политической части, с 10.05.1937 по 1940 военные комиссары
- Гревенцов, Василий Арсентьевич, бригадный комиссар (на 25.04.1939)

## Боевая деятельность
июнь — июль 1919 - 46-я стрелковая дивизия в составе 12-й армии второго формирования.

### 1923 год.Переход к территориальной системе
8 августа декретом ЦИК и СНК СССР в Красной Армии введена территориально-милиционная система организации Вооружённых Сил.
28 августа вместо Революционный военный совет Республики (РСФСР) создан Революционный военный совет СССР. Председателем РВС остался Л. Д. Троцкий.
С 1923 в Украинском военном округе формируются новые территориальные стрелковые дивизии, в их числе и 46-й сд. Управление дивизии в г. Киев. Дивизия формировалась в составе 14-го ск.
Дивизия состояла:
- управление
- дивизионные части и подразделения
- 136-й сп,
- 137-й сп,
- 138-й сп.

### 1924 год.Военная реформа 1924—1925 годов
1 января в Киевском гарнизоне находились управление и корпусные части 14-го ск, управление и дивизионные части 45-й сд и управление и дивизионные части 46-й сд.
Красноармейцы дивизии читали окружной журнал «Красная рота». Окружная газета «Красная Армия» издавалась на украинском и русском языках.
Весной проведён первый регулярный призыв в армию. Эти изменения позволяют командованию проводить регулярные занятия по боевой подготовке.
В соответствии с решениями 1-го Всесоюзного артиллерийского совещания (май 1924 г.) летом 1924 года в стрелковых дивизиях создаются артиллерийские полки двухдивизионного состава.
7 октября приказом РВС СССР стрелковые дивизии переводятся на единую организационную структуру.

### 1925 год
46-я сд дислоцировалась в г. Киев. Командир дивизии И. Ф. Ткачёв. Состав дивизии:
- управление
- 136-й сп (1, 2, 3-й стрелковые батальоны, батарея полковой артиллерии и обслуживающие подразделения)
- 137-й сп (1, 2, 3-й стрелковые батальоны, батарея полковой артиллерии и обслуживающие подразделения)
- 138-й сп (1, 2, 3-й стрелковые батальоны, батарея полковой артиллерии и обслуживающие подразделения)
- дивизионные части и подразделения:

- отдельный кавалерийский эскадрон
- лёгкий артиллерийский полк (два дивизиона)
- специальные подразделения

Численность личного состава дивизии в мирное время 6516 человек, в военное время 12 800 человек.
Вооружение дивизии: 54 орудия, 81 ручной пулемёт, 189 станковых пулемётов, 243 гранатомёта.
Командный состав дивизии РККА, командиры отделений, помощники командиров взводов, старшины, командиры взводов, командиры рот, командиры батальонов (дивизионов), командиры полков, начальник дивизии, носил нарукавные знаки с цветными полями клапанов: у стрелков был цвет — красный, у кавалеристов — синий, у артиллеристов — чёрный.
В боевой подготовке стрелковых соединений основное внимание уделялось на тактическую и стрелковую подготовку, от которых зависела боеспособность подразделений, частей и соединений на войне.
Занятия по тактической подготовке проводились со включением тем стрелковой подготовки. По указанию командующего войсками округа А. И. Егорова проводились 3 — 4-дневные выходы подразделений в поле для проведения тактических занятий местности. Переменный состав, территориальные армейцы, проходил обучение методом учебных сборов.
Воины на занятиях изучали также Боевые уставы пехоты, кавалерии, артиллерии, Устав по стрелковому делу, строевой, дисциплинарный уставы и Устав внутренней службы, наставления и руководства по материальной части оружия, инженерному делу, связи, артиллерии.
Красноармейцы дивизии читали окружную газету «Красная Армия» на украинском и русском языках и военно-политический журнал «Армия и революция». Окружной журнал «Красная рота» перестал издаваться. В 1925 году политуправление округа для переменного состава территориальных частей начало издавать на украинском языке газету «Червоноармеец». В те годы военная печать являлась мощным оружием в политическом, воинском и культурном воспитании личного состава.
С осени 1925 года в округе стали проводиться после лагерного периода манёвры.

### 1926 год
Территориально-милиционная система совершенствовалась. Срок нахождения в переменном составе увеличился до 5 лет. Обучение по-прежнему проводилось летом методом учебных сборов, общая продолжительность увеличилась до 8 месяцев. При новой системе военному делу обучалось в три раза больше призывников, содержалось необходимое число соединений для развёртывания во время войны, сохранялись командные кадры, являвшиеся ядром территориальных частей.
IV партконференция округа, проходившая в апреле 1926 г., единодушно осудила «новую оппозицию» (троцкистов) и одобрила решения XIV съезда партии, провозгласившего курс на социалистическую индустриализацию страны.
В 1929 в Красной Армии начинает внедряться социалистическое соревнование за изучение и сбережение боевой техники и оружия. Полки дивизий боролись за Красное знамя дивизии, отделения — за право рапортовать ЦК Компартии Украины об успехах в боевой учёбе.
В 1926 году в УкрВО проводятся окружные манёвры. В них участвуют 6, 7 и 14-й стрелковые корпуса, окружной полк связи, окружной понтонный батальон. В составе 14-го ск в учениях приняла участие и 46-я сд (командир дивизии И. Ф. Ткачёв). Командовавший войсками округа И. Э. Якир дал хорошую оценку действиям командиров и красноармейцев.

### 1927 год
В 1927 части и подразделения дивизии на учениях отрабатывали темы: «Наступление на закрепившегося противника»; «Бой на речных преградах, форсирование рек»; «Оборона на широком фронте». Учились взаимодействовать пехота и кавалерия с артиллерией и другими родами войск, отрабатывалась организация противовоздушной обороны в различных условиях боевой деятельности.

### 1928 год
Осенью 1928 года прошли дивизионные партийные конференции, которые одобрили решения XV съезда партии о социалистическом переустройстве сельского хозяйства. Коммунисты округа были едины и непримиримы в борьбе и против правооппортунистического уклона в нашей партии.
В 1928 как и в предыдущем 1927 части и подразделения дивизии на учениях отрабатывали темы: «Наступление на закрепившегося противника»; «Бой на речных преградах, форсирование рек»; «Оборона на широком фронте». Совершенствовали практические навыки во взаимодействии пехоты и кавалерии с артиллерией и другими родами войск, организации противовоздушной обороны в различных условиях боевой деятельности.
В 1928 году для защиты Киева началось строительство Киевского укреплённого района.

### 1929 год
12 января
46-я сд дислоцировалась в Киеве. Командир дивизии И. Ф. Ткачёв.
12 января 1929 года директивой № Л(У) 0013 командующий войсками УкрВО подтвердил, что план строительства Киевского укрепрайона утверждённый комиссаром по военным и морским делам. Строительство началось в 1929 году.
К концу года в Киевском укрепрайоне было построено 51 сооружение.

### 1931 год
46-я сд. Управление, 136-й сп, 137-й сп, 46-й артиллерийский полк, 46-й конный эскадрон, 46-я рота связи, 46-я сапёрная рота) дислоцировались в Киеве (см. Киевский округ), а 138-й сп в городе Переяслав. Дивизия охраняла западную сухопутную советско-польскую границу.
16 апреля 1931 года издана директива Штаба РККА № 053171 о начале строительства Коростеньского укреплённого района.
В начале 30-х годов в войсках округа проходило активное изучение нового вооружения под лозунгом «За овладение техникой!». Красноармейцы изучали правила хранения и эксплуатации техники, боролись умелое её использование на занятиях. В частях велась военно-техническая пропаганда. Большое место на своих страницах пропаганде технических знаний уделяла армейская печать. В 1931 году с 10 апреля окружная газета «Красная Армия» стала выходить со специальным приложением с названием «За технику!». В этой работе принимала участие и многотиражная газета 46-й дивизии.
В 1931 году 46-я сд переведена на кадровую основу.

### 1934 год
12 мая приказом по войскам УкрВО № 0038 был сформирован 15-й стрелковый корпус с управлением в Чернигове (май 1934 — сентябрь 1939). В состав корпуса вошли 2-я Кавказская Краснознамённая, 7-я, 46-я сд.
В 1934 году управление 14-го ск переводится в г. Харьков.
К 1934 году основные сооружения Киевского УРа были построены. Протяжённость по фронту составляла 70 км. Передний край укреплённого района проходил в 25—30 км от города (по реке Ирпень), а фланги его упирались в реку Днепр. Протяжённость по фронту составляла 70 км.
В июне столица Украинской Социалистической Советской Республики перенесена из Харькова в Киев. Украинское правительство и командование Украинского военного округа переехали в Киев.
В 1934 была построена большая часть долговременных сооружений Коростеньского Ура. Линия сооружений проходила по рубежу Рудня-Белокоровичи-Осовка-Белка-Зарубинка-ст. Фонтанка.
В 1934 подведены итоги социалистического соревнования между Украинским и Белорусским военными округами. Победителем стал Украинский ВО. 46-я дивизия показала высокие результаты в боевой и политической подготовке и вошла в число лучших соединений РККА.

### 1935 год
Социалистическое соревнование всё больше входило в процесс боевой и политической подготовки личного состава. Оно проводилось под лозунгами: «Все коммунисты и комсомольцы — отличные стрелки!», «Ни одного отстающего в огневой подготовке!».
17 мая Украинский военный округ разделён на Киевский военный округ и Харьковский военный округ. В состав КиевВО вошёл и 15-й ск.

### 1939 год
1 августа
С 1 августа по 1 декабря 1939 г. командование Красной Армии планировало провести в …УРе следующие мероприятия:
- Скадрировать третьи стрелковые батальоны в трёх сп 46-й сд, оставив вместо них кадры по 22 человека применительно к штату № 9/821. Всего 729 чел.

## Известные люди, связанные с дивизией
- Руденко, Сергей Николаевич —   В 1920-1921 гг. служил командиром отделения. Воевал на Южном фронте против войск генерала П. Н. Врангеля, участвовал в боях за плацдарм на левом берегу Днепра, в Перекопско-Чонгарской операции, в ликвидации бандитизма в Крыму.  Впоследствии советский военачальник, полковник.
- Савченко, Иван Иванович —   В 1925-1927 гг. служил  курсантом в полковой школы,  отделенным командиром 137-го стрелкового полка. Впоследствии советский военачальник, полковник.
- Белодед, Владимир Исидорович —   В 1927 г. служил командиром роты  136-го стрелкового полка. Впоследствии советский военачальник, полковник.
- Бондарь, Иван Григорьевич —  С 04.1927 по 07.1933 (с перерывом) политрук в 138-м сп, командир и политрук роты, пом. начальника полковой школы по политчасти, пом. начальника штаба и врид командира батальона в 137-м сп, пом. начальника штаба 138-го сп. С 12.1936 по 09.1937 начальник 2-й части штаба 46-й сд.
- Ревенко, Владимир Каленикович —   В 1938-1940 гг. служил  начальником обозно-вещевого снабжения,  зам. начальника штаба по тылу, начальником школы младшего комсостава, старшим адъютантом батальона  314-го стрелкового полка. Впоследствии советский военачальник, полковник.
- Шлапаков, Иван Романович —   С июля по август 1941 года служил командиром батальона 518-го стрелкового полка приданного дивизии. Впоследствии один из организаторов и руководителей партизанского движения  во время Великой Отечественной войны, подполковник.